# منتخب اليابان للكابادي
منتخب اليابان للكابادي (بالإنجليزية: Japan national kabaddi team)‏ هو ممثل باكستان الرسمي في المنافسات الدولية في كابادي .

## وصلات خارجية
- الموقع الرسمي